# 그레임 맥다월

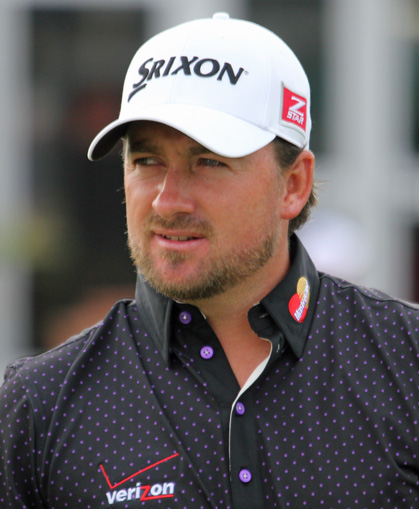
그레임 맥다월 (2012년)

그레임 맥다월(영어: Graeme McDowell, MBE, 1979년 7월 30일 ~ )은 영국 북아일랜드의 골프 선수이다.

## 서훈
- 2011년 대영 제국 훈장 5등급(MBE) 수훈[1]